# I selvaggi
I selvaggi (Where's Huddles?), anche noto come La famiglia Huddles, è una serie televisiva animata statunitense del 1970, prodotta da Hanna-Barbera. La serie originale è composta da soli dieci episodi e racconta le vicissitudini di due famiglie, i cui mariti sono giocatori professionisti di football.
La serie è stata trasmessa per la prima volta negli Stati Uniti su CBS dal 1º luglio 1970 al 2 settembre 1970, per un totale di 10 episodi ripartiti su una stagione. In Italia la serie è stata trasmessa su Ciao Ciao dal 3 novembre al 21 novembre 1979.

## Personaggi e doppiatori

### Personaggi principali
- Ed Huddles, voce originale di Cliff Norton, italiana di Ferruccio Amendola.
- Bubba McCoy, voce originale di Mel Blanc, italiana di Vittorio Stagni.
- Pertwee, voce originale Paul Lynde, italiana Luciano De Ambrosis

### Personaggi ricorrenti
- Marge Huddles, voce originale di Jean Vander Pyl.
- Pom-Pom.
- Fumbles, voce originale di Don Messick.
- Locomotiva (in originale: Freight Train), voce originale di Herb Jeffries.
- Penny McCoy, voce originale di Marie Wilson, italiana di Isabella Pasanisi.
- Claude Pertwee, voce originale di Paul Lynde.
- Presentatore dei Rhinos, voce originale di Dick Enberg.
- Mad Dog Maloney, voce originale di Alan Reed.

## Episodi
| n° | Titolo originale      | Titolo italiano       | Prima TV USA     | Prima TV Italia  |
| -- | --------------------- | --------------------- | ---------------- | ---------------- |
| 1  | The Old Swimming Hole | La piscina            | 1º luglio 1970   | 3 novembre 1979  |
| 2  | A Weighty Problem     | Che problema!         | 8 luglio 1970    | 5 novembre 1979  |
| 3  | The Ramblin' Wreck    | Un relitto vagabondo  | 15 luglio 1970   | 7 novembre 1979  |
| 4  | The Offensives        | La cattura di un lago | 22 luglio 1970   | 9 novembre 1979  |
| 5  | Hot Dog Hannah        |                       | 29 luglio 1970   | 11 novembre 1979 |
| 6  | To Catch A Thief      | Gli attaccanti        | 5 agosto 1970    | 13 novembre 1979 |
| 7  | Get That Letter Back  | La lettera            | 12 agosto 1970   | 15 novembre 1979 |
| 8  | The Odd Trio          | Tiro sinistro         | 19 agosto 1970   | 17 novembre 1979 |
| 9  | A Sticky Affair       | Una strana faccenda   | 26 agosto 1970   | 19 novembre 1979 |
| 10 | One Man's Family      | La famiglia           | 2 settembre 1970 | 21 novembre 1979 |

## Curiosità
Il personaggio di Ed Huddles è la caricatura dell'attore statunitense Walter Matthau